# Yungasvejen
16°20′09.26″S 68°02′25.78″V / 16.3359056°S 68.0404944°V
Den Nordlige Yungasvej (også kendt som "Grove's Road", "Coroico Road", "Camino de las Yungas", "El Camino de la Muerte", "Road of Death" eller "Death Road") er en 61-kilometer eller 69-kilometer vej der fører fra La Paz til Coroico, 56 km nordøst for La Paz i Yungas-regionen i Bolivia. 
Vejen er legendarisk for sine ekstreme fare , og i 1995 døbte Inter-American Development Bank vejen som "verdens farligste vej". Det menes at 200 til 300 rejsende bliver dræbt årligt på denne vej. Vejen indeholder kors, der markerer mange af de steder, hvor køretøjerne er faldet og folk blev dræbt.
Der er også en sydlig Yungasvej (Chulumani Road) der forbinder La Paz til Chulumani, 64 km (40 miles) øst for La Paz, og anses for at være næsten ligeså farlig som den nordlige.
Fotografier af Kinas Guoliang-tunnel er ofte fejlagtigt identificeret som Yungasvejen.